# کای هفنر
کای هفنر (آلمانی: Kai Häfner؛ زادهٔ ۱۰ ژوئیهٔ ۱۹۸۹) بازیکن هندبال اهل آلمان است.
از باشگاه‌هایی که در آن بازی کرده‌است می‌توان به اشاره کرد.